# المتحف العسكري اللبناني
المتحف العسكري اللبناني: هو جزء من القوات المسلحة اللبنانية ومختص في الحفاظ على التحف العسكرية اللبنانية القديمة. يقع مكان المتحف في وزارة الدفاع الوطني، في يرزة.

## التاريخ
جاءت فكرت إنشاء متحف عسكري مخصص للجيش اللبناني خلال فترة ما بعد الاستقلال، بعد أن دعمت السلطات اللبنانية الوحدات العسكرية اللبنانية، التي تم تجنيدها سابقاً في الجيش الفرنسي. بعد إجلاء القوات الأجنبية المتمركزة في لبنان (1 أغسطس عام 1945)، أمرت قيادة الجيش، في عام 1974، بإنشاء لجنة مسؤولة عن توثيق تاريخ الجيش اللبناني والحفاظ على تراثه. منذ عام 1948، بدأت قيادة الجيش في جمع وتخزين المعدات القديمة والأسلحة والزي العسكري. بعد مرور عام، مكنت الاتصالات بين قيادة الجيش ومديرية التحف (وزارة التربية) قيادة الجيش من فكرة إنشاء متحف عسكري بهدف تجميع التاريخ العسكري الذي بحوزته.
منذ عام 1948، بدأت قيادة الجيش في جمع وتخزين المعدات القديمة والأسلحة والزي العسكري. بعد مرور عام، مكنت الاتصالات بين قيادة الجيش ومديرية التحف (وزارة التربية) قيادة الجيش من فكرة إنشاء متحف عسكري بهدف تجميع التاريخ العسكري الذي بحوزته.
وحصل الاقتراح على الموافقة ودعم مدير المتحف، الأمير موريس شهاب. وهكذا تم إجرا الاتصالات بين الجهات المعنية، وهي مديرية التحف في وزارة الداخلية وبلدية بيروت من خلال وزارة التربية لتعيين مساحة 2600 متر مربع جنوب المتحف جنوب المتحف الحالي في الجزء الشرقي من مضمار السباق في بيروت.
أطلق على المبنى الجديد، الذي كان من المقرر إرفاقه بالمتحف الوطني، «متحف العصور الوسطى والجيش» وعرض أشياء من العصور الوسطى والمعاصرة.
استمرت الاتصالات في الخمسينيات وأوائل الستينيات، حتى وافق مجلس الوزراء على بناء المتحف، وعهد بتنفيذ مشاريع البناء، بالاتفاق مع وزارة الدفاع الوطني ووزارة التعليم. ونتيجة لعدة دراسات بدء البناء في صيف عام 1968 وتم بناء الهيكل بأموال مخصصة للمتحف (1,000,000 ليرة لبنانية). تم توقع العمل لمدة سنة بسبب الاعتمادات اللازمة لوزارة الدفاع الوطني. في عام 1970، أصبح الموقع تحت إشراف المديرية العامة للآثار.
في عام 1977، تم استئجار المبنى إلى الجامعة اللبنانية، بقرار من مجلس الوزراء، ليصبح مقر رئيس الجامعة وإدارة الجامعة (حتى عام 1998). في هذه السنة، تم بناء مبنى جديد قرب وزارة الدفاع الوطني في اليرزة، ومع ذلك، فإن الحجم المحدود للمبنى لم يسمح بتخزين جميع المعدات القديمة والزي العسكري وغيرها. بعض المحتويات تم تخزينها في متحف مدرسة الفياضية العسكرية، والباقي في قلعة راشيا في منطقة البقاع الغربي، بينما كان متصلاً بالمتحف العسكري الرئيسي في وزارة الدفاع الوطني. وفي النهاية، تم ضم المتحف العسكري إلى مديرية التوجيه واعتبر أحد أقسامها.

## المواد المخزنة
تشكل الأسلحة القديمة عنصر رئيسياً في المتحف، مع السيوف والفؤوس المعلقة على الجدران. بالإضافة إلى ذلك يحتوي المكان على مسدسات قديمة وصور ولوحات يعود تاريخ بعضها إلى الحكم العثماني. نسخة من الأيقونة البرونزية الأصلية «قانا، الاحتفال بالاستشهاد»، التي صممها الفنان ميشيل صقر الذي التحق بعد ذلك في القوات المسلحة اللبنانية. تم تصوير الأيقونة بعد فترة وجيزة من القصف الصهيوني لقانا، في ذكرى الشهداء الذين قتلوا خلال حرب أبريل عام 1996. تم افتتاحه في جبيل، ثم نقل إلى البرلمان حيث تم إصلاحه وسميت «درع قانا».
بالإضافة إلى ذلك، يحتفظ المتحف بعريضة تاريخية، منحوتة على الخشب وموقعة من 41 ضابطًا لبنانيًا بناءً على اقتراح الكابتن جميل لحود، معلنا الخدمة الوحيدة تحت العلم الوطني اللبناني. تم تقديم هذه العريضة بعد تقسيم الجيش الفرنسي في عام 1941، ومشاركة وحدات القوات الفرنسية الحرة تحت قيادة الجنرال شارل ديغول في الحرب ضد ألمانيا وإيطاليا. وقد سمح ذلك، في صيف عام 1941، للقوات المشتركة للقوات الفرنسية الحرة والقوات البريطانية بمهاجمة قوات فيشي الفرنسية المتمركزة في سوريا ولبنان، عبر فلسطين. قاومت القوات الفرنسية المتمركزة في سوريا ضد غزو الحلفاء، بمشاركة القوات اللبنانية والسورية التي كانت خاضعة لهذا الأمر في ذلك الوقت. دفع هذا الترتيب المعارضة اللبنانية للضباط ورؤساء المسلحين اللبنانيين الذين اعتبروا أن لبنان يجب ألا يتدخل في النزاعات بين الطرفين، وأن على الجنود الدفاع عن حدودهم ضد أي عدو.
تتضمن النصوص الأخرى في المتحف النص المتعلق بمعركة المالكية عندما قام اللبنانيون والسوريون والعراقيون، مع المتطوعين اليوغوسلافيين، بطرد القوات الصهيونية من مدينة المالكية في 16 مايو 1948. وبالمثل، يتضمن المتحف هدايا، الدروع وشهادات التقدير المقدمة للجيش اللبناني، وغيرها
أما بالنسبة للتاريخ العسكري الحديث، فله أيضًا نصيبه الخاص، من خلال مذكرات الخدمة والإعفاء، بما في ذلك ثلاثة: الأول هو المرسوم رقم 3 الصادر في 28 نوفمبر 1989 بشأن إعفاء الجنرال ميشيل عون، من مهمته وتعيين العميد إميل لحود قائد الجيش. المذكرة الثانية كانت مذكرة صدرت في 13 يونيو 1991، وتستوعب ما يقرب من 6000 من أعضاء الحزب في الجيش اللبناني وقوى الأمن الداخلي ومخيماتهم التدريبية المفتوحة. في حين أن المرسوم الثالث هو المرسوم التشريعي 102/83 وتعديلاته التي تضمن خضوع جميع اللبنانيين للخدمة العسكرية.

## الموقع
تقع بالقرب من المدخل الرئيسي لوزارة الدفاع الوطني في اليرزة، يتميز المتحف بمعلم تاريخي وبرج ضخم من الخرسانة البيجية والأسلحة. صمم وأُهدى إلى لبنان سنة 1995 من قبل فنان يدعى أرمان، على اللوحة المرافقة، يُطلق على النصب التذكاري الضخم الذي يحمل علامة براميل الدبابات البارزة من جانبه عنوان «الأمل من أجل السلام». في الجهة المقابلة يقف التمثال الخالد، الذي تم افتتاحه في 22 نوفمبرعام 1996، في ذكرى شهداء القوات المسلحة اللبنانية، ولوحة موضوعة على مقدمة المتحف مع نقش «المتحف العسكري - يرزة» (أعد في 9 أكتوبر 1998، تحت رعاية اللواء اميل لحود القائد السابق للجيش). المبنى البيضوي يحتوي على غرفتين مع عدة مستويات وصالة سفلية. ساعات عمل المتحف من الساعة 8:30 صباحًا إلى 2:00 مساءً. من الاثنين حتى الجمعة.